# Paul Trüdinger
Paul Trüdinger (* 1895 in Bregenz; † 1961) war ein Schweizer Architekt.

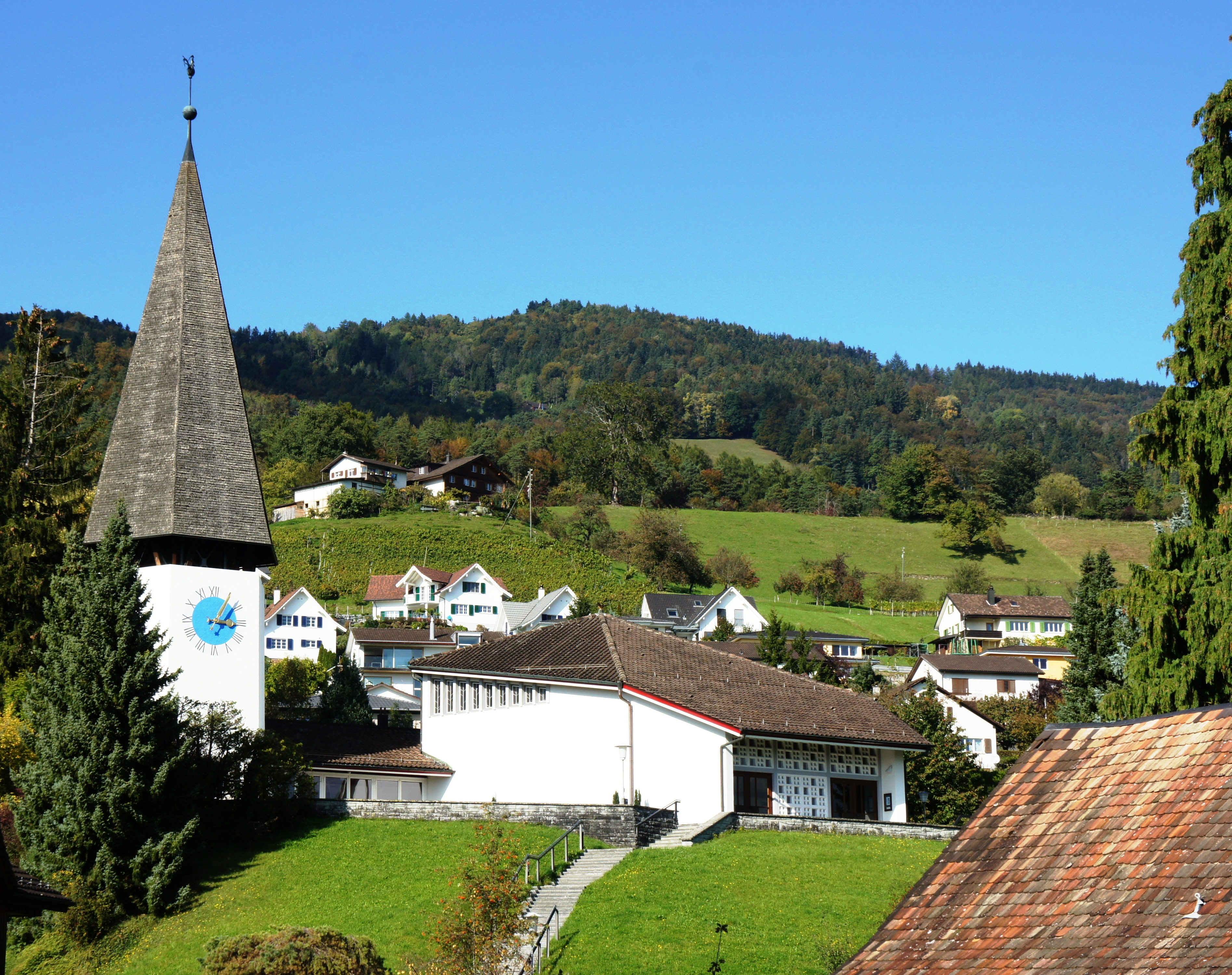
Evangelische Kirche Marbach SG

## Leben und Wirken
Paul Trüdinger hatte drei ältere Geschwister und war ein Cousin von Herbert Wiegandt. Nach dem Besuch des Realgymnasiums in Basel studierte er in Zürich und Stuttgart, ehe er ein zweijähriges Praktikum in Holland absolvierte. Danach kehrte er nach Stuttgart zurück, wo er ab 1924 zusammen mit Hans Volkart ein Architekturbüro betrieb.
Paul Trüdinger verliess Deutschland 1933 und wurde Stadtbaumeister in St. Gallen. 1939 wurde Paul Trüdinger Stadtplanarchitekt in Basel; er stiess dort aber auf Widerstände und kehrte daher 1951 nach St. Gallen zurück. Dort arbeitete er in einer Bürogemeinschaft mit Eric Arthur Steiger zusammen. 
Trüdinger plante unter anderem das erste Chirurgie-Hochhaus des Kantonsspitals und das Kirchgemeindehaus Grossacker in St. Gallen, die 1955 eingeweihte evangelische Kirche in Marbach und das 1959 eingeweihte Kirchgemeindezentrum Aadorf.
Paul Trüdingers Nachlass wird im Staatsarchiv St. Gallen aufbewahrt. Er umfasst unter anderem Pläne zu 39 Bauobjekten.

## Bauten

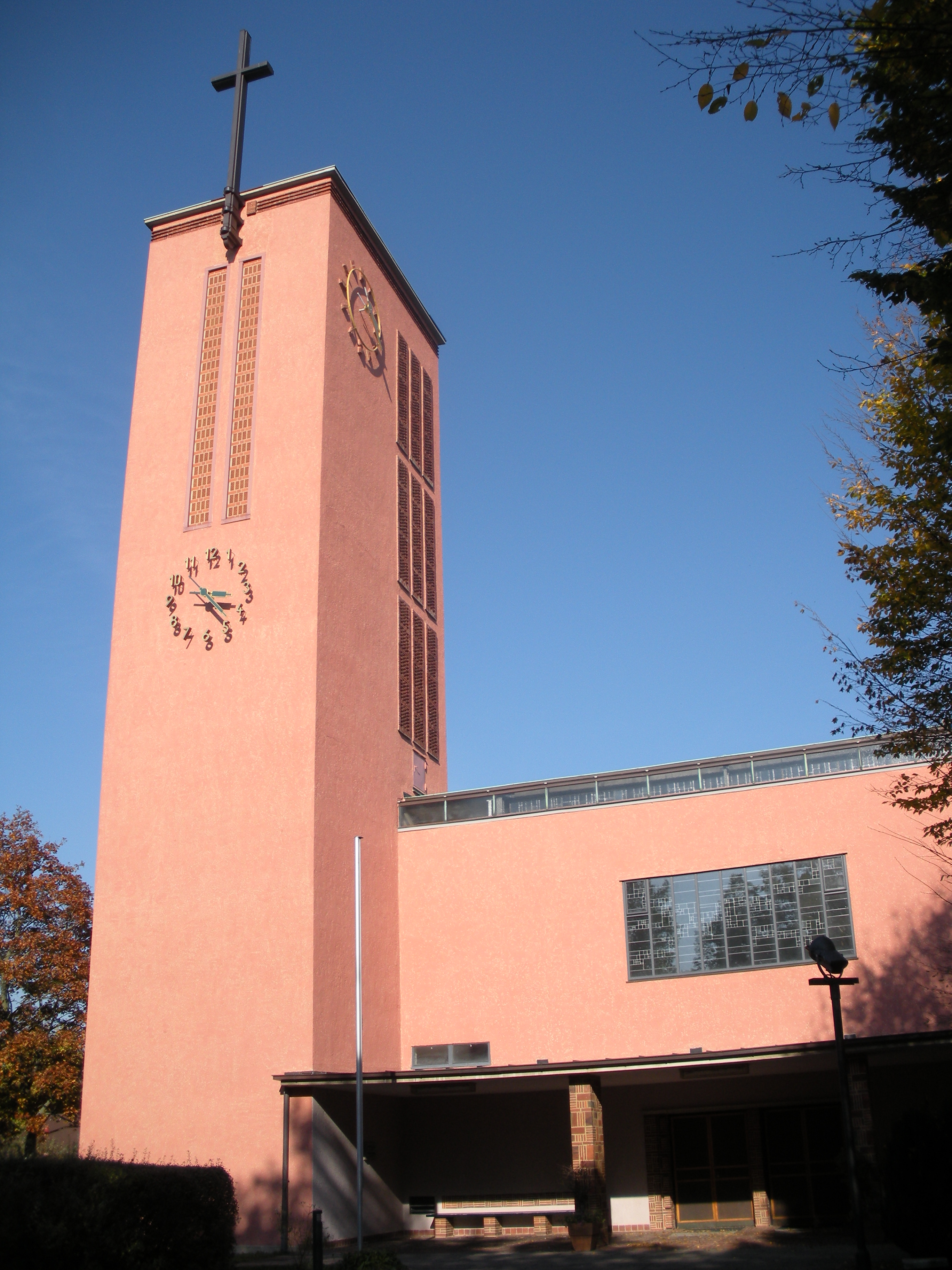
Kreuzkirche in Stuttgart-Hedelfingen

### Kreuzkirche Stuttgart-Hedelfingen
Unter anderem entwarf Trüdinger die evangelische Neue Kirche (seit 1980: Kreuzkirche) in Hedelfingen. Diese Predigtkirche im Stil des Neuen Bauens „ohne Zutaten und falschen Schein“, wie Trüdinger kommentierte, wurde 1929 bis 1930 errichtet und am 26. Oktober desselben Jahres eingeweiht.
Die Kreuzkirche ist, abgesehen von den Fenstern, nahezu original erhalten und wird in einem Reiseführer als ein „Höhepunkt in der Karriere des Architekten Paul Trüdinger“ bezeichnet. Sie steht unter Denkmalschutz. Trüdinger hatte zunächst ein Gotteshaus als Mauerwerks-Massivbau entworfen, das aber zu teuer geworden wäre. In seinem zweiten Entwurf plante er, inspiriert von der Weißenhofsiedlung, die Stahlbetonkonstruktion, die dann auch ausgeführt wurde.

### Schulhaus Engelwies St. Gallen
Aus Trüdingers erster St. Galler Phase stammt der Südtrakt des Schulhauses Engelwies, das als eines der ersten Schulhäuser einer neuen Schulbautypologie der Ostschweiz gilt. 
Das Kunstgewerbemuseum in Zürich hatte mit der Ausstellung Das Kind und sein Schulhaus eine Umorientierung angestossen, die dazu führte, dass Schulen nicht mehr als monumentale Repräsentationsbauten geplant wurden, sondern mehr Wert auf Licht, Sonne, Luft und flexible Nutzbarkeit gelegt wurde. 
Das Schulhaus Engelwies wurde in zwei Bauabschnitten gebaut; der erste unter der Leitung von Trüdinger, der zweite unter Alois Osterwalder. Dieser übernahm zwar viele Gestaltungselemente von Trüdinger, zeigte sich jedoch im Vergleich zu diesem wieder deutlich konservativer.

## Schriften
- Streifzug durch das neue Zürich. In: Moderne Bauformen. Bd. 30 (1931), H. 4, S. 157–173.